# 高知県立窪川高等学校
高知県立窪川高等学校（こうちけんりつ くぼかわこうとうがっこう）は、高知県高岡郡四万十町北琴平町に所在する公立の高等学校。

## 設置学科
- 普通科（1学年あたり80名）

## 沿革
- 1942年
  - 2月18日 - 文部大臣から設置を認可。
  - 4月1日 - 高知県窪川農業学校として開校、農業科、林業科、女子部を設置。
- 1948年4月1日 - 学制改革により、高知県窪川農業高等学校となる。
- 1949年 - 普通科及び定時制農業科を設置、高知県立窪川高等学校に改称。
- 1951年5月1日 - 定時制普通科を設置。
- 1954年5月1日 - 大正分校定時制普通科を設置。
- 1961年4月1日 - 大正分校定時制を全日制に転換。
- 1965年4月1日 - 大正分校を高知県大正高等学校（現: 高知県立四万十高等学校）として分離。
- 1987年3月31日 - 農業科を廃止。
- 2010年4月 - 定時制課程の生徒募集停止。
- 2012年3月31日 - 定時制課程を閉課。

## 教育目標
1. 豊かな人間性の育成
2. 学力の向上
3. 進路保障

## 部活動
- 野球部
- バスケットボール部
- 水泳部
- ソフトボール部（女子）
- バレーボール部（女子）: 現在休部
- 吹奏楽部
- 演劇部
- 書道部: 現在休部
- 英語部
- 文芸部: 現在休部
- 美術・コミック部
- 茶華道部
- 食物・手芸部
- 社会問題研究部: 現在休部

## 著名な出身者
- DJ KAORI (DJ)

## 校歌・応援歌
- 校歌 - 1953年制定

## 最寄駅
- 四国旅客鉄道土讃線、土佐くろしお鉄道中村線: 窪川駅